# Message (MYNAME單曲)
「Message」是韓國的男子組合MYNAME的第1張數位單曲。2011年10月28日由H2media發售。

## 概要
- 《Message》是MYNAME第1張以數位下載的單曲。

## 收錄歌曲
1. Message（메시지）
2. Message（Instrumental）

## 日語單曲
「Message」是韓國的男子組合MYNAME的第1張日語單曲。2012年7月25日由irving發售。

### 概要
- 《Message（Japanese Ver.）》是MYNAME第一張數位單曲《Message》的日語版本。
- 《Message（Japanese Ver.）》是HEY!HEY!HEY!MUSIC CHAMP2012年8月主題曲。
- 此單曲有3個版本，分別有「初回生產限定A盤」、「初回生產限定B盤」和「CD Only Chara-Ani限定盤」。「初回生產限定A盤」收錄了《Message》的PV和Making；初回生產限定B盤」收錄了《SUMMER PARTY》的PV和Making。
- 「初回生產限定A盤」收錄了B面曲「SUMMER PARTY」、「I Want To」；「初回生產限定B盤」收錄了B面曲「SUMMER PARTY」、「Everlastin' Luv」；「CD Only Chara-Ani限定盤」只收錄了B面曲「SUMMER PARTY」。
- 在8月6日於Oricon公信榜單曲每週排行榜取得第14位。

### 收錄內容

#### 初回生產限定A盤
CD
1. Message（Japanese Ver.）
2. SUMMER PARTY
3. I Want To
4. Message（off vocal ver.）
5. SUMMER PARTY（off vocal ver.）
6. I Want To（off vocal ver.）

DVD
1. Message（Japanese Ver.） 《Music Video》
2. Message（Japanese Ver.） 《Making Video》

#### 初回生產限定B盤
CD
1. Message（Japanese Ver.）
2. SUMMER PARTY
3. Everlastin' Luv
4. Message（off vocal ver.）
5. SUMMER PARTY（off vocal ver.）
6. Everlastin' Luv（off vocal ver.）

DVD
1. SUMMER PARTY 《Music Video》
2. SUMMER PARTY 《Making Video》

#### CD Only Chara-Ani限定盤
1. Message（Japanese Ver.）
2. SUMMER PARTY
3. Message（off vocal ver.）
4. SUMMER PARTY（off vocal ver.）